# Mary Steen

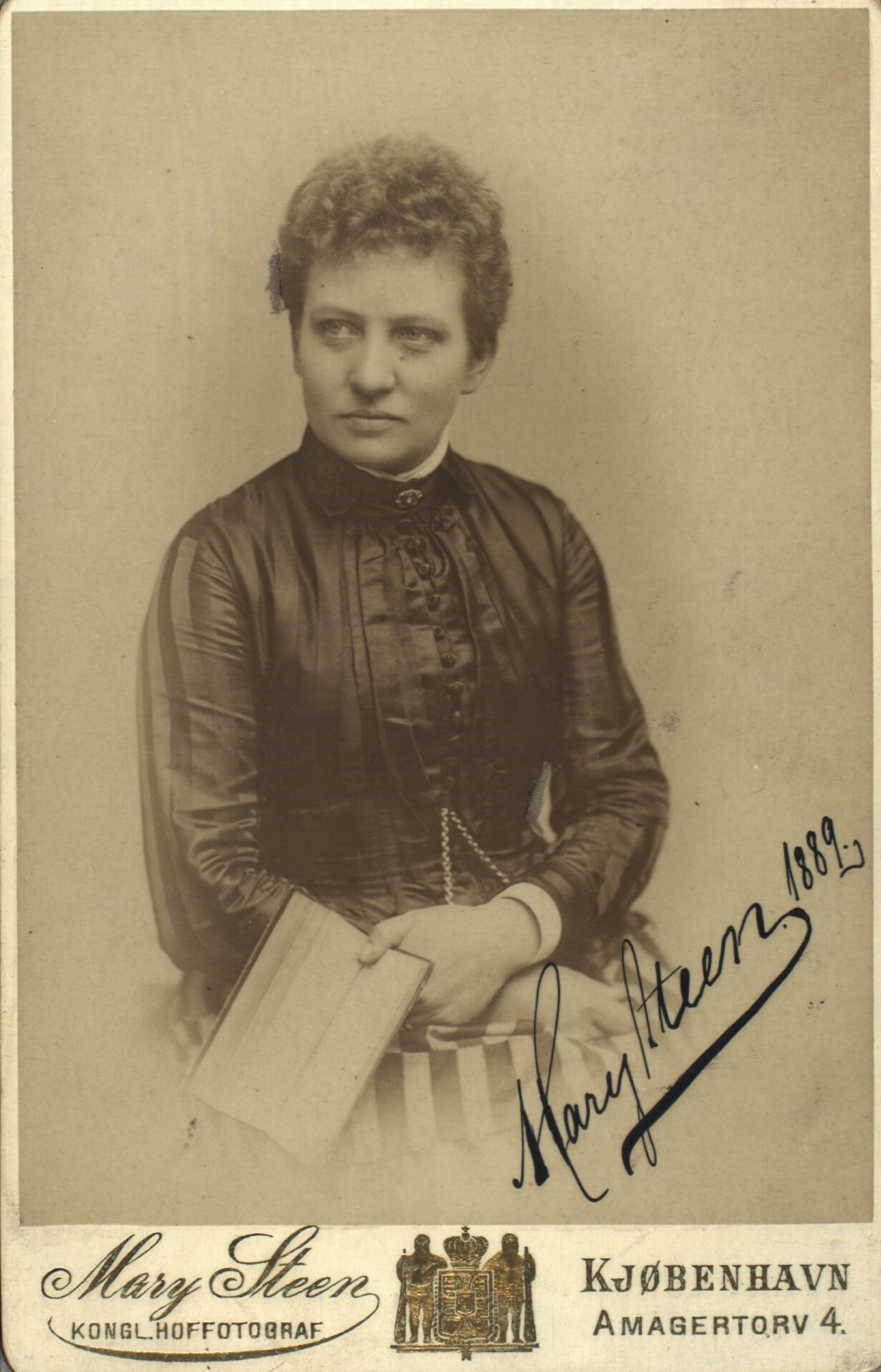
Mary Steen (1889)

Maria Dorthea Frederikke „Mary“ Steen (* 28. Oktober 1856 in  Hvilsager; † 7. April 1939 in Kopenhagen) war eine dänische Fotografin und Feministin. Sie war die erste Frau, die als Hoffotografin tätig war.

## Biographie

### Ausbildung und Privates
Mary Steen wurde als Tochter des Lehrers Niels Jensen Steen und von dessen Frau Caroline Kirstine geb. Petersen in einem Dorf zwischen Aarhus und Randers auf Jütland in eine große Familie geboren. Der Vater unterrichtete die Kinder selbst. Später ging sie nach Kopenhagen und besuchte dort eine Handelsschule für Frauen, die vom Dänischen Frauenverein (dänisch Dansk Kvindesamfund) eingerichtet worden war. Sie stellte jedoch fest, dass ihr Büroarbeit keinen Spaß machte und sie lieber kreativ tätig sein wollte. Sie ließ sich in Schweden und anschließend in Dänemark zur Fotografin ausbilden. In Kopenhagen war sie mit einem verheirateten Mann liiert und gebar 1879 ihre Tochter Aurelia, die sie vermutlich zur Adoption freigab. Später lebte sie zunächst mit einer norwegischen Fotografin zusammen und ab 1924 bis zu ihrem Tod mit der Malerin Olga Vilhelmine Meisner-Jensen.

### Karriere als Fotografin
1884 eröffnete Mary Steen ihr eigenes Fotoatelier am Amagertorv in Kopenhagen. Die Fotografien, die sie im Haus der Familie Fleron in Kopenhagen schuf, gehören zu den ersten, die Menschen in ihrem Zuhause zeigen. Für diese Bilder erhielt sie 1888 bei der Nordischen Industrie-, Landwirtschafts- und Kunstausstellung eine Silbermedaille. Auf der Weltausstellung in Chicago 1893 stellte sie Fotos mit ähnlichen Motiven aus.
1888 wurde Steen die erste Hoffotografin in der Geschichte. Zunächst porträtierte sie die königliche Familie von Dänemark, ab 1895 aber auch Angehörige und Verwandte der britischen Königsfamilie auf Schloss Windsor. Die Ehefrau des Thronfolgers Albert Edward, Prinzessin Alexandra, eine Tochter des dänischen Königs Christian IX., hatte ihr den Auftrag verschafft. Allein von ihr gemachte Fotos des russischen Zarenpaars wurden von einem Pariser Buchhändler zu Tausenden geordert. Diese Arbeiten verschafften Mary Steen ein gutes Renommee und viele Kunden, auch zahlungskräftige aus höheren Kreisen.
1918 musste Mary Steen wegen zunehmender Schwerhörigkeit ihren Betrieb aufgeben und verkaufte ihn an den Schauspieler Robert Schyberg. Wegen der wirtschaftlichen Krisen litt sie in den kommenden Jahren unter Geldmangel, da ihre Rente an Wert verloren hatte. Sie wurde jedoch von ihrer Lebensgefährtin Olga finanziell unterstützt.

### Engagement für Frauen
1891 war Steen ebenso die erste Frau, die in den Vorstand der Dansk Fotografisk Forening (Dänische Gesellschaft für Photographie) aufgenommen wurde; außer ihr waren anfangs sieben weitere Frauen Mitglied. Sie forderte bessere Arbeitsbedingungen für die Assistenten der Fotografen, wie etwa einen achttägigen Jahresurlaub und einen halben freien Tag an Sonntagen. Sie selbst setzte das in ihrem Atelier um, indem sie etwa ihre Belegschaft gut bezahlte und alle Mitarbeiter das gleiche Gehalt erhielten. Zudem ermunterte sie Frauen, den Beruf der Fotografin zu ergreifen. Sie sorgte auch dafür, dass Mädchen aus ihrer Familie eine gute Ausbildung erhielten.
Mary Steen engagierte sich in der Frauenbewegung und war im Dänischen Frauenverein (Dansk Kvindesamfund) aktiv, bei dem sie von 1889 bis 1892 im Vorstand saß. Gemeinsam mit ihrer Kollegin Julie Laurberg fotografierte sie die prominentesten Vertreterinnen der dänischen Frauenbewegung. 1891 erhielt sie ein Stipendium des von Niels Lunde Reiersen gestifteten Reiersenske Fond, das es ihr erlaubte, ihre erste Auslandsreise nach Deutschland und Österreich zu machen.

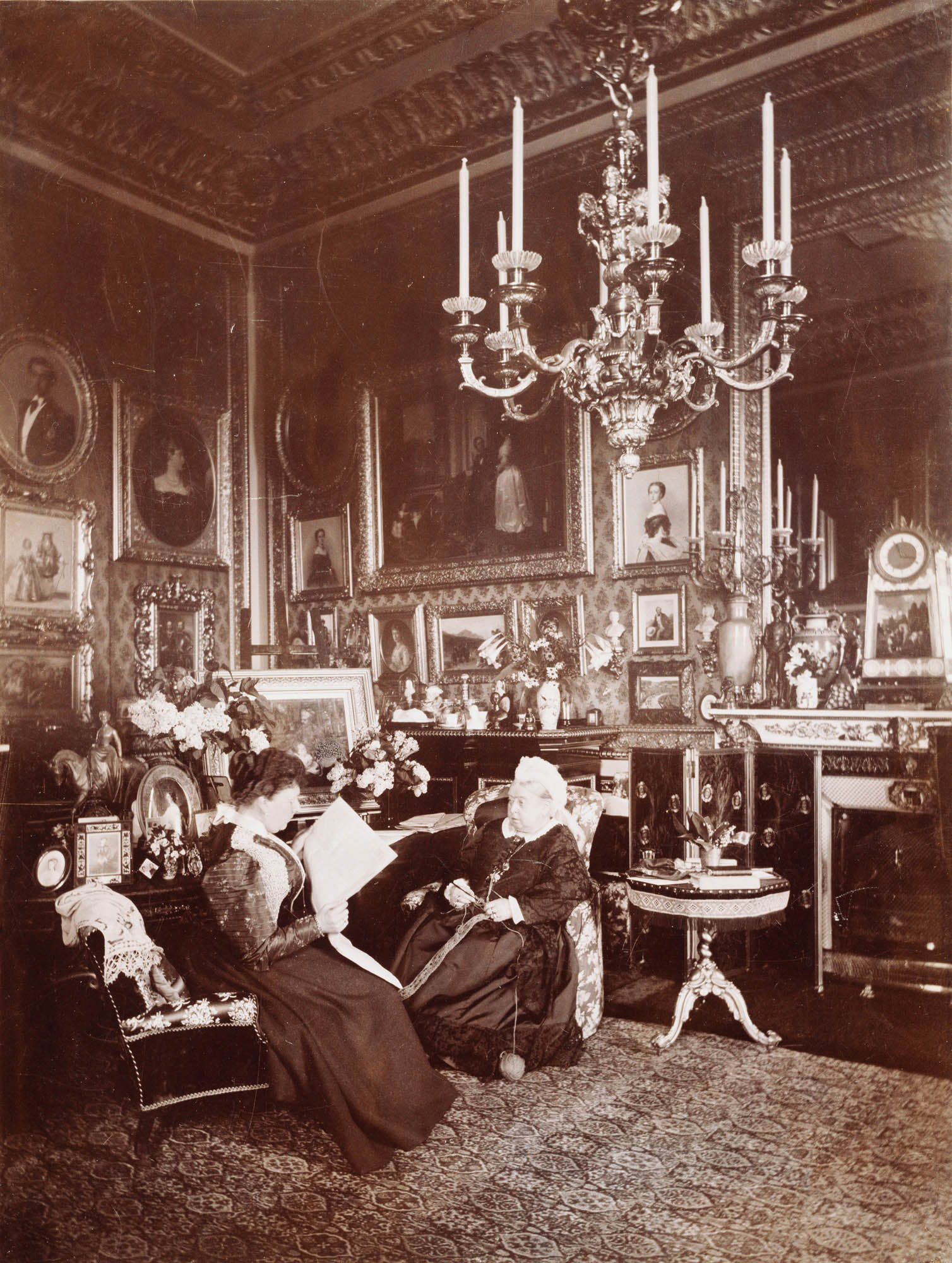
Königin Victoria und ihre Tochter Beatrice
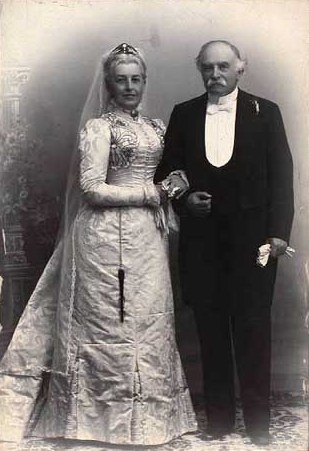
Das Ehepaar Moltke
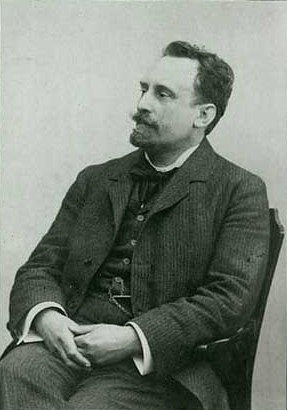
Viggo Stuckenberg
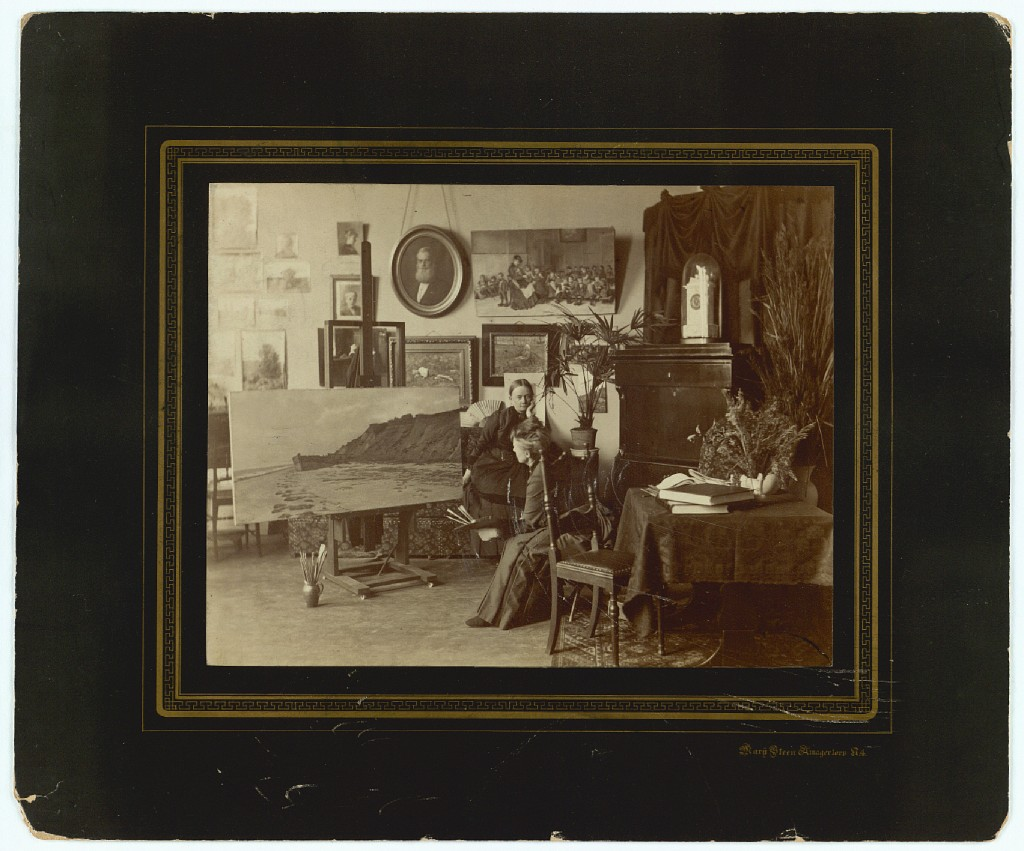
Marie Luplau
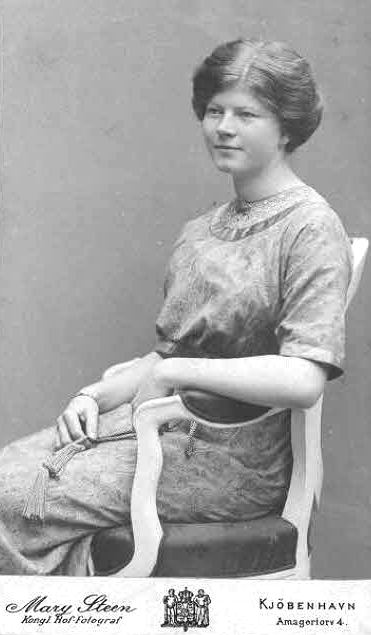
Hanka Schjelderup